# مقاطعة موريس (تكساس)
مقاطعة موريس (بالإنجليزية: Morris  County)‏ هي إحدى المقاطعات في ولاية تكساس، الولايات المتحدة الأمريكية.

## أعلام
- موريس شيبارد